# Љеополдов
Љеополдов (слч. Leopoldov,мађ. Lipótvár) град је на југозападу Словачке у Трнавском крају близу реке Вах. Љеополдов има 3.944 становника.

## Историја
Љеополдов је основан 1665. као одбрамбена тврђава након освајања утврде Нове Замки од стране Османлија. Основан је на иницијативу Леополда I, цара Светог римског царства по коме је и добио име. Статус града је добио 1669. Тврђава је претворена у затвор 1885. и од тада јој није мењана намена. Оближње село „Леополд“ је укључено у састав града 1882. У данашњој Словачкој, Љеополдов је важна железничка тачка.
До 1948. град се звао Местечко (Mestečko).
Садашњи градоначелник Љеополдова је Терезиа Кавулиакова.

## Становништво
| Година:    | 1994. | 2004.   | 2014.   | 2024.   |
| ---------- | ----- | ------- | ------- | ------- |
| Број људи: | 4009  | 4092    | 4143    | 3873    |
| Разлика:   |       | +2,07 % | +1,24 % | -6,51 % |

| Година:    | 2023. | 2024.   |
| ---------- | ----- | ------- |
| Број људи: | 3907  | 3873    |
| Разлика:   |       | -0,87 % |

Према попису из 2021. у граду је живело 3.973 становника. Од тога 95,49% су били Словаци, 0,43% Чеси, 0,05% Роми и 0,23% Мађари. Католици су чинили 65,97% становништва, атеисти 24,49% и 1,96% Лутеранци.

## Партнерски градови
- Курим
- Фертосентмиклош